# THE FOOL MOVIE 2 〜THE FOOLS〜
『THE FOOL MOVIE 2 〜THE FOOLS〜』（ザ・フール・ムービー・トゥー ザ・フールス）は、EXILE AKIRAの映像作品である。2019年12月18日にrhythm zoneから発売された。

## 概要
EXILE AKIRA自身ディレクションによる“THE FOOL PROJECT MOVIE”DVD第2弾。本作はEXILE SHOKICHIとのコラボレーション。
CD＋DVDの2枚組パッケージ仕様となっており、CDにはAKIRAが監修、SHOKICHIが作詞・作曲を手掛けた楽曲「THE FOOL」が収録される。DVDにはアメリカ・ロサンゼルスで敢行したライブの模様と共に作り上げた「THE FOOL」のミュージック・ビデオや、2019年9月15日に札幌で行われたSHOKICHI初の単独アリーナツアー『EXILE SHOKICHI LIVE TOUR 2019 "UNDERDOGG"』よりAKIRAがサプライズ出演による初共演ライブ映像も収録。さらに、AKIRAが語る現在進行形のEXILEの裏側を描いたドキュメンタリー映像、クランプダンスクルー・RAG POUNDによるロサンゼルスでのパフォーマンス映像などが収録される。

## 収録内容

### DVD
1. THE FOOL(Music Video)/ EXILE AKIRA & EXILE SHOKICHI
2. THE FOOL(Live from EXILE SHOKICHI LIVE TOUR 2019 "UNDERDOGG" FINAL in SAPPORO )/ EXILE AKIRA & EXILE SHOKICHI
3. Heads or Tails / EXILE(Document Movie)Road to “LDH PERFECT YEAR 2020"...
4. Blood sweat tears /®️AG POUND at EXPG LA

### CD
1. THE FOOL / EXILE AKIRA & EXILE SHOKICHI
  - 作詞：EXILE AKIRA,SHOKICHI,TOMA
  - 作曲：SHOKICHI,D&H,TOMA
2. THE FOOL / EXILE AKIRA & EXILE SHOKICHI (Instrumental)